# 喜冬草

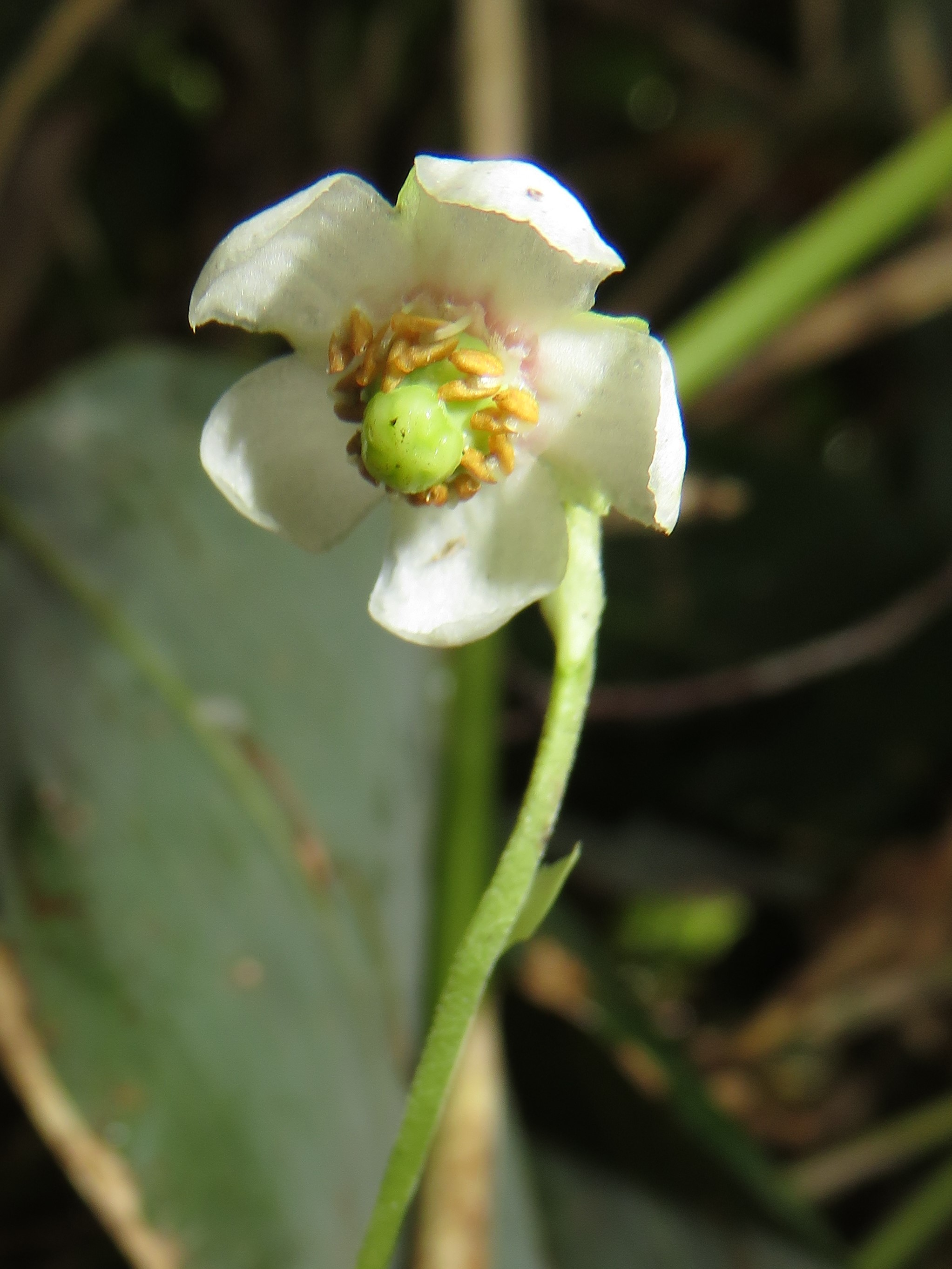
喜冬草的花

喜冬草（学名：Chimaphila japonica），又名日本爱冬叶，为鹿蹄草科喜冬草属下的一个种。分佈于日本各地及庫頁島、千島群島、朝鮮半島、中国大陸中部及東北部。

## 扩展阅读
- 維基物種上的相關：日本爱冬叶